# Grand Prix Bari 1987
Il Grand Prix Bari 1987, noto come Kim Top Line per motivi di sponsorizzazione, è stato un torneo professionistico maschile di tennis giocato sulla terra rossa. È stata la 7ª edizione del torneo – la quarta inserita nel circuito Grand Prix – e si è svolta nell'ambito del Grand Prix 1987. Si è giocato dal 6 al 12 aprile 1987 al Circolo Tennis Bari di Bari, in Italia.

## Campioni

### Singolare
Claudio Pistolesi ha battuto in finale  Francesco Cancellotti con il punteggio di 6–7, 7–5, 6–3

### Doppio
Christer Allgårdh /  Ulf Stenlund hanno battuto in finale  Roberto Azar /  Marcelo Ingaramo con il punteggio di 2–6, 7–5, 7–5